# Сиенсиано
Сиенсиано (на испански: Cienciano) е перуански професионален футболен отбор от Куско, регион Куско. Основан е на 8 юли 1901 г. и е един от най-старите перуански футболни клубове. Играе в перуанската втора дивизия. Сиенсиано няма шампионска титла на страната (има три втори места), но е носител на Копа Судамерикана и Рекопа Судамерикана.

## История
Отборът е основан в началото на 20 век от ученици от местния Национален Колеж по Науки, като от там идва и името на отбора – Сиенсиас на испански означава „науки“. В първия почти три-четвърти век от историята си Сиенсиано играе с успех в регионалните първенства. През 1973 г. отборът завършва на второ място във финалната фаза на Копа Перу и печели промоция за Примера Дивисион. След колебливи първи няколко години през 1977 г. изпада от елита. Завръща се там през 1984 г., когато форматът на първа дивизия е променен и броят на отборите е увеличен с 8 и остава там до 2015 г. Първоначално няма значими успехи, но най-добрито години в историята на Сиенсиано настъпват с началото на 21 век. През 2001 г. завършва на първо място в турнира Клаусура и се изправя в спор за титлата с първенеца на Апертура, Алианса Лима, като след загуба в първия мач с 3:2, победа във втория с 1:0 и загуба с 4:2 при изпълнението на дузпи остава на второ място в първенството. През 2002 г. за първи път участва в турнира за Копа Либертадорес и стига до осминафинал, където отпада от мексиканския Клуб Америка с общ резултат 5:1. Година по-късно печели Копа Судамерикана, побеждавайки на финала аржентинския Ривър Плейт с общ резултат 4:3. През 2004 г. остава на четири точки от първото място в Апертура и мач за титлата, но печели Рекопа Судамерикана след 1:1 и 4:2 при дузпите срещу Бока Хуниорс, а в Копа Судамерикана играе осминафинал. През 2005 г. печели Апертура, но на финала за титлата отново се проваля, губейки с 1:0 от Спортинг Кристал. Година по-късно отново е на финал за титлата, след като завършва първи в турнира Клаусура, но пак Алианса Лима е непреодолимо препятствие и дори победата с 1:0 в първия мач не се оказва достатъчна след загубата с 3:1 във втория. Добрите години за Сиенсиано завършват с осминафинала за Копа Судамерикана през 2009 г. В следващите години тимът се представя посредствено, а след петнадесетото място през 2015 г. изпада във втора дивизия.

## Футболисти

### Известни бивши футболисти
- Карлос Лобатон
- Оскар Ибанес
- Паоло де ла Аса
- Сантяго Акасиете
- Серхио Ибара
- Херман Карти
- Хуан Карлос Басалар
- Хулио Гарсия

## Успехи
- Примера Дивисион:
  - Вицешампион (3): 2001, 2005, 2006
- Копа Перу:
  - Финалист (1): 1973
- Лига Департаментал де Куско:
  - Шампион (29): 1903, 1912, 1913, 1914, 1915, 1924, 1927, 1928, 1929, 1931, 1936, 1944, 1945, 1948, 1952, 1954, 1955, 1956, 1959, 1961, 1962, 1964, 1965, 1966, 1967, 1968, 1972, 1981, 1983
- Копа Мунисипал де Куско:
  - Шампион (3): 1918, 1919, 1920
- Копа Судамерикана:
  - Носител (1): 2003
- Рекопа Судамерикана:
  - Носител (1): 2004

## Рекорди
- Най-голяма победа:
  - в Примера Дивисион: 7:1 срещу Алфонсо Угарте де Пуне, 18 януари 1976 г. и Хуан Аурич, 12 ноември 2000 г.
  - в международни турнири: 6:1 срещу Карабобо, Копа Судамерикана, 31 август 2004 г.
- Най-голяма загуба:
  - в Примера Дивисион: 7:0 срещу Алианса Лима, 24 май 1974 г., Мелгар, 15 юли 1990 г. и Спортинг Кристал, 31 март 1993 г.
  - в международни турнири: 4:0 срещу ЛДУ Кито, Копа Судамерикана, 28 септември 2004 г. и Каракас, Копа Либертадорес, 28 март 2006 г.